# Dmitri Muserski
Dmitri Aleksándrovich Muserski (transliterado del cirílico ruso: Дмитрий Александрович Мусэрский; Makéyevka, 29 de octubre de 1988) es un jugador profesional de vóleibol ruso, que milita para el Belogori'e Bélgorod de Rusia y en la selección nacional del mismo país. Participó en Londres 2012, donde Rusia obtuvo la medalla de oro tras vencer a Brasil; en dicha final anotó 31 puntos y fue elegido el mejor jugador ruso. Además, Muserski es uno de los jugadores de vóleibol profesional más altos, con 2,18 m.
En 2013 fue elegido MVP en el Campeonato Europeo de Vóleibol Masculino, en el cual Rusia ganó la medalla de oro.